# Plagiochaeta stewartensis
Plagiochaeta stewartensis är en ringmaskart som beskrevs av Wilhelm Michaelsen. Plagiochaeta stewartensis ingår i släktet Plagiochaeta och familjen Acanthodrilidae. Inga underarter finns listade i Catalogue of Life.